# دورآب (نکا)
دورآب، روستایی است از توابع بخش مرکزی در استان مازندران ایران.

## جمعیت
این روستا در دهستان مهروان قرار داشته و براساس سرشماری سال ۱۳۸۵ جمعیت آن ۴۱۰نفر (۹۱خانوار) بوده است. مردم این روستا از قومیت طبری هستند. مردم این روستا به زبان طبری (مازندرانی) سخن می‌گویند.
شغل مردم دوراب کشاورزی است و آب آن از چاه‌های عمیق و نیمه عمیق تأمین می‌شود.

## منبع
- لغتنامه دهخدا.

1. ↑  درگاه ملی آمار ایران
2. ↑  نصری اشرفی، جهانگیر (۱۳۹۹).  جعفر شجاع کیوانی، ویراستار. دانشنامهٔ تبرستان و مازندران جلد سوم. نشرنی = ۲۴۵.
3. ↑  نصری اشرافی، جهانگیر (١٣٧٧). واژه‌نامه بزرگ تبری. به کوشش حسین صمدی و سید کاظم مداح و کریم الله قائمی و علی اصغر یوسفی نیا و محمود داوودی درزی و محمد حسن شکوری و عسکری آقاجانیان میری و ابوالحسن واعظی و ناصر یداللهی و جمشید قائمی و فرهاد صابر و ناعمه پازوکی. تهران: اندیشه پرداز و خانه سبز. ص. صفحه ۳۱ جلد اول. شابک ۰-۵-۹۱۱۳۱-۹۶۴ مقدار |شابک= را بررسی کنید: checksum (کمک).